# Raúl Gadea
Raúl Gadea (* 12. Februar 1937 in Montevideo, Uruguay) ist ein uruguayischer Filmkritiker, Essayist und Kulturjournalist.
Gadea war von 1967 bis 1973 Mitarbeiter der Zeitung Marcha und von 1980 bis 1985 bei Wochenzeitung La Democracia. Zudem arbeitete er für Graffiti. Darüber hinaus war er Mitbegründer der 1962 bis 1966 erschienenen Cuadernos de Cine Club sowie der von 1982 bis 1983 publizierten Propuesta. In den Jahren 1985 bis 1992, nach anderen Quellen bis 1991, gehörte er dem Vorstand des SODRE an. Für sein 1999 veröffentlichtes Essay Modernización e identidad en el Mersorsur erhielt er 1998 den Nationalen Essay-Preis des Uruguayischen Bildungs- und Kulturministeriums (MEC).

## Veröffentlichungen
- Modernización e identidad en el Mersorsur. 1999

## Auszeichnungen
- 1998: Nationaler Essay-Preis (Premio Nacional de Ensayo) des Uruguayischen Bildungs- und Kulturministeriums für Modernización e identidad en el Mersorsur